# Вишневецкий, Владимир Петрович
Владимир Петрович Вишневецкий (10 декабря 1892, Рождественское — 26 января 1973, Москва) — музыкальный деятель и композитор. Член Союза композиторов СССР.

## Биография
Родился 10 декабря 1892 года в селе Рождественское Борисоглебского уезда Тамбовской губернии в семье сельского учителя.
В 1912 году окончил Борисоглебскую Александровскую гимназию. Окончил фортепианное отделение музыкального училища, теоретическое отделение Харьковской консерватории, затем юридический факультет Харьковского университета. Впоследствии изучал теорию музыки и композицию у М. М. Ипполитова-Иванова. В 1916—1922 годах жил в Борисоглебске, был помощником присяжного поверенного.
В 1918 году был инициатором организации в Борисоглебске детской музыкальной школы и первым её директором, в этот период начал сочинять музыку. В 1925—1926 годах при участии Вишневецкого была создана Воронежская филармония, руководителем которой он был до 1931 года. В 1930—1931 годах там же по его инициативе была создана творческая организация композиторов.
С 1932 года жил и работал в Москве; выступал в концертах как пианист, исполняя свои сочинения и произведения русских классиков; читал лекции о музыке; занимался композиторским творчеством.
Известен как автор маршей для духового оркестра («Русский марш», «Борцы за мир», «Боевые дни» и других), которые входили в репертуар военных оркестров СССР и постоянно звучали на парадах на Красной площади в Москве в 1960—1970-е годы. Среди произведений для духового оркестра есть также танцевальные пьесы: «Фестивальный вальс», «Молодёжная мазурка», «Часики. Вальс», «Полька» и других.
Умер 26 января 1973 года, похоронен на Ваганьковском кладбище (3 уч.).
На здании Борисоглебской детской музыкальной школы установлена памятная доска.

## Дискография

### Мини-альбомы
- «Марши» (1966, Мелодия)[6]

1. Духовой оркестр Военной академии им. Фрунзе — «Боевые дни»
2. Духовой оркестр Военной академии им. Фрунзе — «Марш свободы»
3. Духовой оркестр МВД СССР — «Русский марш»
4. Духовой оркестр МВД СССР — «Борцы за мир»

### В сборниках
- «Борцы за мир» — Образцовый военный оркестр Почётного караула «Популярные марши и песни» (1980, Мелодия)[7]